# 동순천 나들목
동순천 나들목(E.Suncheon IC)은 전라남도 순천시 해룡면 복성리에 설치된 순천완주고속도로의 1번 교차로이다. 순천완주고속도로의 기점은 동순천 나들목에서 순천 방향으로 510m 떨어진 지점에 위치해 있다. 나들목 진출입로는 해룡면 신대리와 접하고 있으며, 해룡면, 연향동, 조례동 일대로 진출할 수 있다.

## 연혁
- 2004년 12월 30일 : 2011년까지 동순천 요금소 신설을 위해 광양시 도시계획시설 교통광장에 광양읍 덕례리 일원을 동순천영업소로 고시, 나들목 신설을 위해 순천시 도시계획시설 교통광장에 해룡면 복성리 일원을 동순천 나들목으로 고시[1]
- 2009년 11월 30일 : 2010년까지 나들목 형식 변경을 위해 순천시 도시계획시설 교통광장 면적 변경[2]
- 2011년 4월 29일 : 순천완주고속도로 동순천 나들목 ~ 순천 분기점 구간 개통과 함께 영업 개시[3]

## 구조물 정보
직결램프가 포함된 클로버형 입체 교차로이며 순천완주고속도로 순천 방향에서 국도 제17호선 여수 방향으로 이어지는 램프가 직결형이다.
- 위치: 전라남도 순천시 해룡면 복성리
- 영업소(동순천서광양 요금소): 전라남도 광양시 광양읍 순천완주고속도로 1

## 접속하는 도로
- 무평로 (국도 제17호선, 국가지원지방도 제22호선)
- 신대로
- 간접 연결 : 10호선 남해고속도로 영암 ~ 순천 구간 해룡 나들목 (신대 교차로 이용), 국도 제2호선 (월전 ~ 세풍간 도로, 신대 교차로 이용)

## 동순천서광양 요금소
동순천서광양 요금소(東順天西光陽料金所, E.Suncheon-W.Gwangyang TG)는 전라남도 광양시 광양읍 순천완주고속도로 1에 위치한 순천완주고속도로 본선 상의 요금소이다. 동순천 나들목에서 북쪽으로 약 1.2km 떨어진 곳에 있다. 2011년 4월 29일 순천 분기점 ~ 동순천 나들목 구간이 개통하면서 영업을 개시하였다.

## 교통량 정보
동순천서광양 요금소 기준이다.
| 요금소                | 통행량 (대/일) | 통행량 (대/일) | 통행량 (대/일) | 통행량 (대/일) | 통행량 (대/일) | 통행량 (대/일) | 통행량 (대/일) | 통행량 (대/일) | 통행량 (대/일) | 통행량 (대/일) | 각주  |
| 요금소                | 2010년         | 2011년         | 2012년         | 2013년         | 2014년         | 2015년         | 2016년         | 2017년         | 2018년         | 2019년         | 각주  |
| --------------------- | -------------- | -------------- | -------------- | -------------- | -------------- | -------------- | -------------- | -------------- | -------------- | -------------- | ----- |
| 동순천서광양 (폐쇄식) | 미개통         | 3,930          | 5,178          | 5,344          | 5,416          | 6,164          | 6,723          | 7,452          | 7,490          | 7,876          | [ 4 ] |